# Groupe Arc-en-ciel (1989-1994)
Cet article concerne le groupe Arc-en-ciel de 1989 à 1994. Pour le groupe Arc-en-ciel de 1984 à 1989, voir Groupe Arc-en-ciel (1984-1989).
Pour les articles homonymes, voir Groupe Arc-en-ciel.
Le Groupe Arc-en-ciel au Parlement européen (connu sous le nom de Groupe Arc-en-ciel) était un groupe politique régionaliste au Parlement européen de 1989 à 1994.

## Histoire
En 1989,, le groupe Arc-en-ciel précédent se scinda, les eurodéputés écologistes quittant le groupe, pour fonder le groupe des Verts.
Ce second Groupe Arc-en-ciel représenta le point d'orgue de la présence de l'Alliance libre européenne au Parlement européen.
Néanmoins, les élections européennes de 1994 menèrent à une diminution considérable de la présence régionaliste au Parlement, seuls la Coalition canarienne, la Ligue du Nord, le Parti national écossais et la Volksunie réussissant à faire élire des eurodéputés. De plus, la Ligue du Nord fut suspendue de l'Alliance libre européenne, à la suite de sa décision de rejoindre la coalition gouvernementale italienne aux côtés de l'Alliance nationale. Se retrouvant affaiblie, l'Alliance libre européenne ne fut alors plus en mesure de maintenir son propre groupe politique, et choisit de s'allier aux Radicaux français pour former l'Alliance radicale européenne.

## Composition
| Pays/région | Pays/région     | Parti                            | Députés européens |
| ----------- | --------------- | -------------------------------- | ----------------- |
| Belgique    | Région flamande | Volksunie                        | 1                 |
| Danemark    | Danemark        | Mouvement populaire contre la CE | 4                 |
| Espagne     | Andalousie      | Parti andalou                    | 1                 |
| Espagne     | Pays basque     | Eusko Alkartasuna                | 1                 |
| France      | Corse           | Union du peuple corse            | 1                 |
| Irlande     | Irlande         | Indépendant Fianna Fáil          | 1                 |
| Italie      | « Padanie »     | Ligue du Nord                    | 2                 |
| Italie      | Sardaigne       | Parti sarde d'action             | 1                 |
| Royaume-Uni | Écosse          | Parti national écossais          | 1                 |